# Ваља Аринилор (Бакау)
Ваља Аринилор (рум. Valea Arinilor) насеље је у Румунији у округу Бакау у општини Мађирешти. Oпштина се налази на надморској висини од 459 m.

## Становништво
Према подацима из 2002. године у насељу је живело 1249 становника, од којих су сви румунске националности.